# بيارن هنري هينركسن
بيارن هنري هينركسن هو سياسي نرويجي، ولد في 15 أغسطس 1904 في آرندال في النرويج، وتوفي في 6 فبراير 1995. نشط حزبياً في حزب العمال.

## مناصب
- انتخب عضو برلمان النرويج  [لغات أخرى]‏ عن دائرة Aust-Agder (Storting constituency) [الإنجليزية]‏ وقد انضم خلال فترته النيابية ‏ (1965 – 1969) للكتلة البرلمانية حزب العمال.
- انتخب عضو برلمان النرويج  [لغات أخرى]‏ عن دائرة Aust-Agder (Storting constituency) [الإنجليزية]‏ وقد انضم خلال فترته النيابية ‏ (1961 – 1965) للكتلة البرلمانية حزب العمال.
- انتخب عضو برلمان النرويج  [لغات أخرى]‏ عن دائرة Aust-Agder (Storting constituency) [الإنجليزية]‏ وقد انضم خلال فترته النيابية ‏ (1958 – 1961) للكتلة البرلمانية حزب العمال.
- انتخب عضو برلمان النرويج  [لغات أخرى]‏ عن دائرة Aust-Agder (Storting constituency) [الإنجليزية]‏ وقد انضم خلال فترته النيابية ‏ (1954 – 1957) للكتلة البرلمانية حزب العمال.